# Kronach
Kronach là một đô thị thuộc huyện Kronach trong bang Bayern của nước Đức. Đây là thủ phủ của huyện Kronach.